# ذیقعده

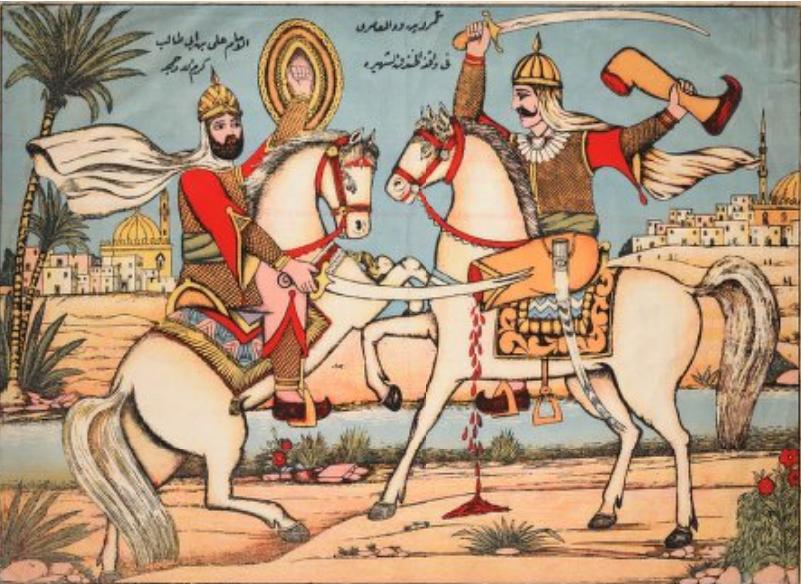
در ذیقعده جنگ و خون ریزی منع شده است

ذیقعده، ذی‌القَعده یا ذوالقَعدةالحرام (به عربی: ذو القعدة)، یازدهمین ماه از ماه‌های قمری است که در تقویم هجری قمری قراردادی ۳۰ روزه است.
ماه ذی القعده، از ماه‌های حرام است که شروع جنگ در آن حتی با دشمنان اسلام حرام است؛ مگر این‌که آنها جنگ را به مسلمانان تحمیل نمایند. در این ماه زائران خانه خدا از اطراف و اکنافِ جهان به سوی مکه و مدینه حرکت می‌کنند. این ماه، ماه اجابت دعا نامیده شده‌است. ماه ذی الحجة، که ماه حج است، همراه با ماه قبل و بعد از آن، ماه‌های حرام اند (ماه چهارم حرام، ماه رجب است). شاید یکی از اهداف آتش‌بس در این سه ماه، آرامش جامعه و توفیق برای حج و عبادت باشد.
ذی‌القَعدة یا ذوالقَعدة الحرام یازدهمین ماه از ماه‌های قمری است. این ماه جزو ماه‌های حرام و ماه‌های حج است. ذوالقعده از قعود و نشستن گرفته شده و از آنجا که اعراب در این ماه از جنگ فرو می‌نشستند، به این نام نامیده‌اند. در فضیلت این ماه، این ماه را ماه دعا و اجابت دعا نامیده‌اند. سید بن طاووس در فضیلت این ماه می‌گوید: «ماه ذی القعده ماهی است که به هنگام شدّت و گرفتاری، زمان خوبی برای دعاست، و برای رفع ظلم و ستم و دعا بر ضد ظالم مؤثّر است». به گفته وی این ماه «ماه اجابت دعا» نامیده شده است. ازاین‌رو، باید اوقاتش را غنیمت شمرد و در آن روزه حاجت گرفت»

## مناسبت‌ها
- ۱ - سرآغاز دهه کرامت در ایران (زادروز فاطمه معصومه - زادروز امام رضا)
  - بزرگداشت فاطمه معصومه و روز دختران (در ایران)
- ۵ - روز تجلیل از امامزادگان و بقاع متبرکه در ایران
  - روز بزرگداشت صالح ابن موسی بن جعفر(فرزند هفتمین امام شیعیان)
- ۶ - روز بزرگداشت احمد ابن موسی بن جعفر(فرزند هفتمین امام شیعیان)

## زادروزها
- ۱ - زادروز فاطمه معصومه بنت موسی بن جعفر(هفتمین امام شیعیان) (۱۷۳ قمری)
- ۱۱ - زادروز علی بن موسی الرضا هشتمین امام شیعیان (۱۴۸ قمری)
- ۱۳۱۴ - سلطان الواعظین شیرازی اندیشمند، خطیب و از علمای شیعه قرن چهاردهم و نویسنده کتاب شب‌های پیشاور

## درگذشت‌ها
- ۲۹ - درگذشت محمد تقی، نهمین امام شیعه (۲۲۰ قمری)